# Wapen van Nayarit

Wapen van Nayarit

Het wapen van Nayarit is het officiële symbool van de Mexicaanse staat Nayarit. Het werd in 1970 aangenomen en voor het laatst in 1993 gewijzigd.
Het wapen bestaat uit een schild met in het midden een kleiner schild. Het kleinere schild heeft een witte rand waarin zeven voetafdrukken staan als verwijzing naar de voettocht van de zeven Nahua-stammen van Aztlan naar Tenochtitlan. Binnen deze rand staat op een paarse achtergrond de weergave van een petroglief die de Adelaar van Aztlan toont.
Het grotere wapen wordt gedomineerd door de kleuren rood, geel en groen; de kleuren die ook het landschap van Nayarit domineren. Links in het schild staat een maïsstengel van de tepictu-soort als verwijzing naar deze voor Nayarit traditionele maïssoort en de daarnaar vernoemde staatshoofdstad Tepic. Rechts staan een pijl-en-boog die de naam van de staat symboliseren; Nayarit is een oude Indiaanse god van de oorlog. Onder in het schild staan witte bergen afgebeeld als verwijzing naar de Westelijke Sierra Madre.
Het wapen staat centraal in de niet-officiële vlag van Nayarit.